# ケンドリス・モラレス
ケンドリス・モラレス・ロドリゲス（Kendrys Morales Rodríguez, 1983年6月20日 - ）は、キューバ共和国サンクティ・スピリトゥス州フォメント出身の元プロ野球選手（一塁手）。右投両打。国籍はドミニカ共和国。
2004年にアナハイム・エンゼルスに入団してから2010年までは、登録名をケンドリー・モラレス（Kendry Morales）としていた。愛称はモモ。

## 経歴

### キューバ時代 - 亡命
キューバのサンクティ・スピリトゥス州に生まれ、キューバ代表の主砲としてオリンピックで2つの金メダルを獲得したアントニオ・パチェコに憧れて育った。
モラレス自身は元々は投手をしており、1999年8月の第18回AAA世界野球選手権大会予選ではメキシコを相手に2-0の完封勝利を収めている。
地元キューバのカマグエイで開催された2001年7月の第35回AAUジュニアオリンピックの決勝戦ではアメリカのスコット・カズミアーと投げ合い、彼から本塁打を放った上、9回を投げて勝利投手になっている。このような大会で、投球だけでなく打撃でも活躍していた事から、次第に「オマール・リナレスの後継者になるのでは」と見られるようになっていった。
のちに本格的に野手へ転向し、2001年にキューバ国内リーグ"セリエ・ナシオナル・デ・ベイスボル"にレオネス・デ・インダストリアレスの一員としてデビュー。翌2002年まで続いたシーズンでは投手として登板した事もあったが、基本的には一塁手・三塁手・右翼手として守備に就き、本塁打（21本）を始めとする打撃9部門で新人記録を塗り替えて新人王に輝いた。さらにこの年、ユリエスキ・グリエルやフレデリク・セペダなど同年代の若手と共にA代表入りした。10代の選手がA代表に選ばれたのはリナレス以来だった。キューバにとって同国と結び付きの強かったソビエト連邦の崩壊（1991年）以降に育った世代から登場した最初のスターだった。
キューバ代表としては2003年10月の第35回ワールドカップ準決勝の対チャイニーズタイペイ戦で満塁本塁打を放つなど、主砲としての役割を果たした。続く11月にパナマで開催されたアテネオリンピック地区予選にも出場。しかし予選のある試合の3回に選手交代で急に下げられ、そのままキューバへ送還された。加えて、所属するインダストリアレスや代表チームからも永久追放された。モラレスが亡命を企てているという噂が常にあったうえ、前月にマエルス・ロドリゲスら2選手が亡命していた事から、代表チームは選手の動向に敏感になっており、亡命を阻止するためにこのような措置を取ったものと見られた。だがこの時のモラレスには亡命の意思は全く無く、この仕打ちを受けてからは国への不信感から亡命を決意する事となった。
その後は何度も亡命を試みるものの、そのたびに失敗しては当局によって72時間拘束される、といった事を繰り返す。最終的に2004年6月9日、18人の仲間と共に高速ボートで4時間ほど海を渡ってアメリカのフロリダ半島へ辿り着き、9度目の試みでキューバからの脱出に成功した。その時に最初に思ったのは「自由だ」だったという。フロリダ州マイアミの移民拘留所から釈放された後、キューバ時代から面識があったカナダ人会計士のジョン・ディ・マンノと合流し、フリーエージェント（FA）の取得を目指して第三国のドミニカ共和国へ渡る。
2004年8月、モラレスはドミニカ共和国で居住権を確立した。これによりMLBドラフトの指名対象とはならず、FAとして複数の球団と自由に交渉が出来るようになった。キューバ代表の主砲だった強打者の獲得には、MLBのニューヨーク・ヤンキースやシアトル・マリナーズ、フロリダ・マーリンズ等が関心を寄せる。しかし数か月に渡る交渉のうちに、当時ヤンキースで投げていたキューバ出身のホセ・コントレラスが期待外れのまま他球団へ放出されたのが影響したのか、各球団のモラレスへの興味は次第に薄れていった。そんな中で、スカウトをモラレスと同じホテルに滞在させるなど、最後まで獲得に熱心だったのがアナハイム・エンゼルスだった。

### プロ入りとエンゼルス時代
2004年12月1日、モラレスはエンゼルスと6年総額450万ドルの契約を結び、入団した。そのおよそ2週間後、エンゼルスはボビー・ジェンクスを40人枠から外し（DFA）、その空いた枠にモラレスを登録した。
2005年にプロ1年目を迎えたが、パスポートとビザの取得に手間取ったためにアメリカへの入国が遅れ、スプリングトレーニングはおろかシーズン開幕を過ぎてもなおドミニカ共和国で足止めとなった。結局、プロデビューは5月21日までずれ込む事となる。それでも、マイナーリーグのA+級ランチョクカモンガ・クエークスの一員として出場したこの試合で、初打席本塁打を放った。ランチョクカモンガでこの試合を含め22試合に出場して打率.344、5本塁打、OPS.944という成績を残し、6月にはAA級アーカンソー・トラベラーズに昇格。そこでも7月にはオールスター・フューチャーズゲームの世界選抜に選ばれるなど活躍し、シーズン終了時点で打率.306、17本塁打、OPS.879と好成績を挙げた。ただその一方で、一塁守備中に自らの打撃フォームを確かめるような動作を取ったり、ゴロを打っても一塁へ全力疾走しなかったり、と基礎中の基礎が出来ていない事が露呈。また、本塁打を放った後で勝ち誇ったかのような仕草を取ったために翌日の試合で報復死球を受けるなど、アメリカとキューバの野球文化の違いや野球の不文律を身をもって体験する事となった。
2006年のスプリングトレーニングでMLBのキャンプに参加。首脳陣から高い評価を受けるも、開幕ロースター入りはならずAAA級ソルトレイク・ビーズに配属された。それでも、5月途中までの41試合で打率.317、5本塁打、29打点という成績を残し、22日にはMLBへの昇格を果たす。翌23日のテキサス・レンジャーズ戦で「5番・一塁手「としてスタメン入りし、MLB初出場。初打席でビセンテ・パディーヤから左前単打を放つと、第2打席ではパディーヤに2点本塁打を浴びせ、5打数3安打・2打点とチームの勝利でデビュー戦を飾った。この試合を含め最初の5試合で打率.409、2本塁打、9打点を記録する。しかしその後は徐々に成績が下降していき、7月22日の試合を最後にAAA級ソルトレイクへ降格した。9月には再昇格するも成績は上向かないままシーズンが終了。この年の成績は、AAA級ソルトレイクでは66試合で打率.320、12本塁打、52打点、OPS.879だったのに対し、MLBでは57試合で打率.234、5本塁打、22打点、OPS.664に終わった。

| 2007年・2008年のモラレスの昇降格 | 2007年・2008年のモラレスの昇降格 | 2007年・2008年のモラレスの昇降格 | 2007年・2008年のモラレスの昇降格 |
| 年                               | 昇格日                           | 降格日                           | 出場                             |
| -------------------------------- | -------------------------------- | -------------------------------- | -------------------------------- |
| 2007年                           | ---                              | 3月31日                          | ---                              |
| 2007年                           | 4月20日                          | 4月26日                          | 2                                |
| 2007年                           | 5月8日                           | 6月1日                           | 7                                |
| 2007年                           | 6月23日                          | 7月24日                          | 11                               |
| 2007年                           | 8月24日                          | ---                              | 23+3                             |
| 2008年                           | ---                              | 3月29日                          | ---                              |
| 2008年                           | 4月20日                          | 4月25日                          | 0                                |
| 2008年                           | 5月10日                          | 5月13日                          | 1                                |
| 2008年                           | 8月15日                          | 8月23日                          | 5                                |
| 2008年                           | 8月31日                          | ---                              | 21+4                             |
| 日付はMLB.com Transactionsより   |                                  |                                  |                                  |

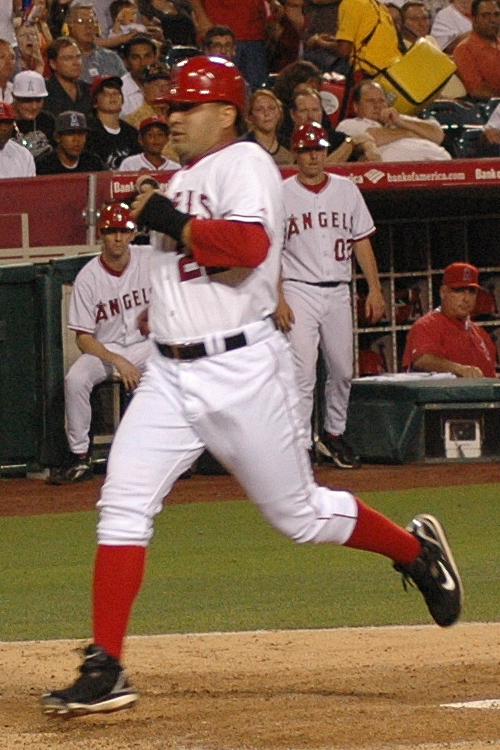
ロサンゼルス・エンゼルス・オブ・アナハイムでの現役時代（2007年）

そこから2007年・2008年と、AAA級ソルトレイクでは.340を超える高打率を残しておきながらMLBには定着出来ない日々が続く。2007年は守備と選球眼に優れたケイシー・コッチマンが正一塁手となり、モラレスはシーズン開幕2日前にAAA級ソルトレイクへ降格。そこから前半戦だけで3度昇格するが、6月下旬に6試合連続で先発出場した以外はまとまった出番が与えられずにAAA級ソルトレイクへと戻された。8月24日に4度目の昇格をしてからは閉幕まで23試合で打率.324・OPS.845を記録し、9月7日のクリーブランド・インディアンス戦ではサヨナラ安打を放ったものの、シーズンを通しての出場試合数は前年より14試合減って43試合に留まった。翌2008年も、モラレスは前年同様に開幕直前でAAA級ソルトレイクへ。この年も引き続きコッチマンが正一塁手を務めていたが、打線が得点力不足だった事から、チームは7月末にトレードでコッチマンらを放出してマーク・テシェイラを獲得した。モラレスの出場試合数は27試合にまで減った。
テシェイラは2008年のシーズン終了後にFAとなるため、他球団へ移籍する可能性があった。それでもエンゼルスがテシェイラの獲得に踏み切ったのは、AAA級ソルトレイクでのモラレスが攻守に進歩しているのでテシェイラがいなくなっても痛手にはならない、という計算があったためだった。実際にFAとなったテシェイラは、12月にニューヨーク・ヤンキースへと移籍。2009年にエンゼルスはモラレスを正一塁手に据える。スプリングトレーニングの時点で、マイク・ソーシア監督が「彼がもし通用しないとなったら、これまでで最もひどい失敗という事になる」と言うほど、球団首脳は自信を持っていた。
2009年にレギュラーに定着した。打率.306、34本塁打(リーグ6位)、108打点(同5位)、OPS.924(同8位)の好成績で、本塁打と打点はチーム1位。8月には.385、10本塁打、33打点を記録し、ボビー・ボンズ（1977年、31打点）の8月の月間打点の球団記録を更新。月間MVPに選ばれた。シーズンMVP投票では5位だった。一塁手としても152試合に出場し、1274刺殺はリーグ1位だった。
2010年はチームの主砲として期待されたが、5月29日のマリナーズ戦の延長10回裏に満塁サヨナラ本塁打を放ち、喜びのあまりジャンプしてホームプレートに着地した際、バランスを崩し転倒して左脚下腿部を骨折し、シーズン終了となった。
2011年は手術の影響でシーズンを全休した。結果として以降は守備での出場機会は激減した。
2012年3月22日のスプリングトレーニングの試合で2年ぶりに戦列に復帰した。セントルイス・カージナルスからアルバート・プホルスが加入したため、主に指名打者で出場した。同年7月30日のレンジャーズ戦の6回に右投手のロイ・オズワルトと左投手のロビー・ロスから合計6打点（勝ち越し2点・満塁)の2打席連続本塁打を放ち、カルロス・バイエガ（1993年）、マーク・ベルホーン（2002年）に次いで史上3人目となる1イニング左右打席本塁打を達成した。2009年以来の2度目となる規定打席に到達し、打率.273、22本塁打、73打点を記録した。

### マリナーズ時代
2012年12月19日にジェイソン・バルガスとのトレードで、マリナーズへ移籍した。
2013年6月23日のオークランド・アスレチックス戦の同点で迎えた延長10回裏に代打で出場してサヨナラ3点本塁打を放ち、静かにホームプレートを踏んだ。オフの10月31日にFAとなった。マリナーズは1年1410万ドルのクオリファイング・オファーを提示していたが、モラレスは拒否した。その後は各球団と交渉を行っていたが、代理人であるスコット・ボラスが提示した高額な契約内容に各球団とも辟易し、モラレスは翌年6月の2014年のMLBドラフトが終わるまでFA市場に残された。

### ツインズ時代
2014年6月7日にミネソタ・ツインズと1200万ドルの1年契約を結んだ。契約後は39試合に出場し、打率.234、1本塁打、18打点だった。この結果に、ツインズの地元紙は「調整不足だ」と批判した。

### マリナーズ復帰
2014年7月24日にスティーブン・プライヤーとのトレードで、古巣のマリナーズへ復帰した。マリナーズ復帰後は、指名打者を中心に59試合に出場したが、ツインズでプレーしていた頃よりも打率を下げ、打率.207、7本塁打、24打点と低迷し、期待に応えられなかった。オフの10月30日にFAとなった。

### ロイヤルズ時代

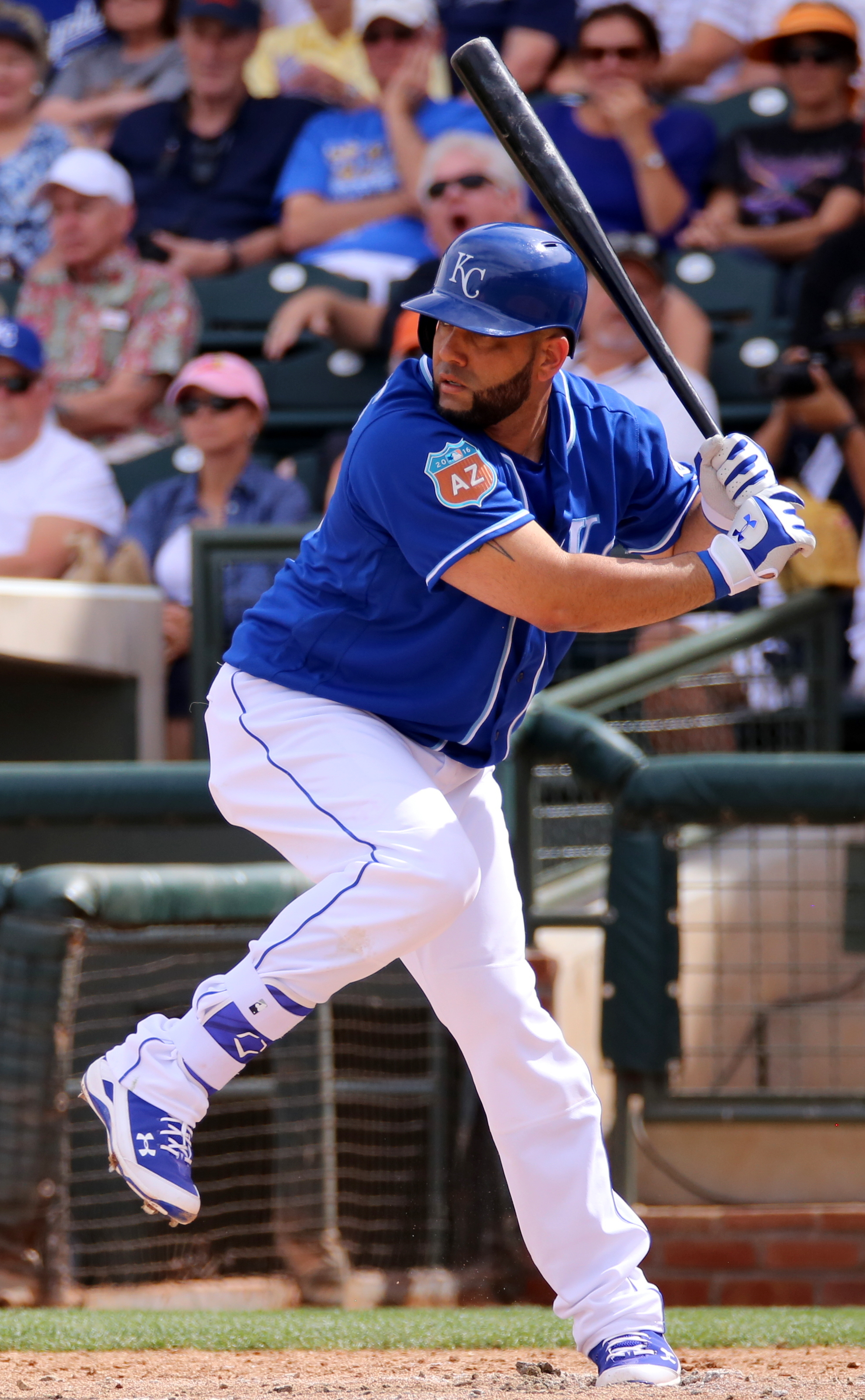
カンザスシティ・ロイヤルズでの現役時代
(2016年3月11日)

2014年12月16日にカンザスシティ・ロイヤルズと総額1700万ドル+出来高75万ドルの2年契約（3年目の2017年は年俸1100万ドルの相互オプション付き、球団側に150万ドルのバイアウト権付き）を結んだ。
2015年は健康体で過ごし、自己最多の158試合に出場。打率.290、41二塁打 (リーグ2位) 、22本塁打 (チームトップタイ) 、106打点 (リーグ6位、チーム最多) という素晴らしい打撃成績をマークし、主砲としてチームの2年連続プレーオフ進出に大いに貢献した。守備では9試合で一塁を守ってDRSこそ -2だったものの、無失策とそれなりにはこなした。2015年のワールドシリーズ優勝に貢献した。シーズンオフには打撃での活躍が評価され、自身初のシルバースラッガー賞とエドガー・マルティネス賞を受賞した。同姓でベネズエラ出身救援投手のフランクリン・モラレスと一緒に試合出場することもあった。
2016年も指名打者のレギュラーでほぼフル出場し、154試合で打率.263・30本塁打・93打点という成績を記録。2年連続100打点こそ逃したものの、自身7シーズンぶり、2年連続チームトップの30本塁打を記録し、大砲としての実力を引き続き証明した。守備では一塁手（7試合）に加え、右翼手でも5試合で出場した。

### ブルージェイズ時代
2016年11月18日、トロント・ブルージェイズと3年3300万ドルで契約を結んだ。
2017年は150試合に出場して打率.250、28本塁打、85打点を記録した。
2018年7月8日にキューバ出身選手としては5人目となる通算200本塁打を達成した。8月19日のヤンキース戦から26日のフィラデルフィア・フィリーズ戦まで、7試合連続本塁打記録し、球団新記録を樹立した。この年はベテラン野手のカーティス・グランダーソンやスティーブ・ピアースが指名打者として出場するなどして、モラレスの出場機会が減少し、規定打席には届かなかった。

### アスレチックス時代
2019年3月27日に骨折で離脱したマット・オルソンの穴埋めとしてヘスス・ロペス及びインターナショナル・ボーナス・プール（海外選手契約金枠）とのトレードで、アスレチックスへ移籍した。オルソン復帰後の5月13日にDFAとなった。

### ヤンキース時代
2019年5月14日に金銭トレードで、ヤンキースへ移籍した。6月25日にDFAとなった。7月2日にウェイバー公示されFAとなった。
2020年2月7日に現役引退を表明した。

## 詳細情報

### 年度別打撃成績
| 年 度     | 球 団     | 試 合 | 打 席 | 打 数 | 得 点 | 安 打 | 二 塁 打 | 三 塁 打 | 本 塁 打 | 塁 打 | 打 点 | 盗 塁 | 盗 塁 死 | 犠 打 | 犠 飛 | 四 球 | 敬 遠 | 死 球 | 三 振 | 併 殺 打 | 打 率 | 出 塁 率 | 長 打 率 | O P S |
| --------- | --------- | ----- | ----- | ----- | ----- | ----- | -------- | -------- | -------- | ----- | ----- | ----- | -------- | ----- | ----- | ----- | ----- | ----- | ----- | -------- | ----- | -------- | -------- | ----- |
| 2001-2002 | IND       | 90    | 400   | 352   | 60    | 114   | 24       | 1        | 21       | 203   | 82    | 2     | 2        | 0     | 4     | 38    | 7     | 6     | 57    | 9        | .324  | .395     | .577     | .972  |
| 2002-2003 | IND       | 56    | 254   | 202   | 47    | 79    | 13       | 2        | 9        | 123   | 42    | 0     | 1        | 0     | 2     | 42    | 3     | 8     | 24    | 2        | .391  | .508     | .609     | 1.116 |
| 2006      | LAA       | 57    | 215   | 197   | 21    | 46    | 10       | 1        | 5        | 73    | 22    | 1     | 1        | 0     | 1     | 17    | 1     | 0     | 28    | 11       | .234  | .293     | .371     | .664  |
| 2007      | LAA       | 43    | 126   | 119   | 12    | 35    | 10       | 0        | 4        | 57    | 15    | 0     | 1        | 0     | 0     | 6     | 2     | 1     | 21    | 5        | .294  | .333     | .479     | .812  |
| 2008      | LAA       | 27    | 66    | 61    | 7     | 13    | 2        | 0        | 3        | 24    | 8     | 0     | 1        | 0     | 0     | 4     | 0     | 1     | 7     | 3        | .213  | .273     | .393     | .666  |
| 2009      | LAA       | 152   | 622   | 566   | 86    | 173   | 43       | 2        | 34       | 322   | 108   | 3     | 7        | 0     | 8     | 46    | 10    | 2     | 117   | 15       | .306  | .355     | .569     | .924  |
| 2010      | LAA       | 51    | 211   | 193   | 29    | 56    | 5        | 0        | 11       | 94    | 57    | 0     | 1        | 0     | 1     | 12    | 3     | 5     | 31    | 5        | .290  | .346     | .487     | .833  |
| 2012      | LAA       | 134   | 522   | 484   | 61    | 132   | 26       | 1        | 22       | 226   | 73    | 0     | 1        | 0     | 3     | 31    | 1     | 4     | 116   | 11       | .273  | .320     | .467     | .787  |
| 2013      | SEA       | 156   | 657   | 602   | 64    | 167   | 34       | 0        | 23       | 270   | 80    | 0     | 0        | 0     | 1     | 49    | 6     | 5     | 114   | 21       | .277  | .336     | .449     | .785  |
| 2014      | MIN       | 39    | 162   | 154   | 12    | 36    | 11       | 0        | 1        | 50    | 18    | 0     | 0        | 0     | 2     | 6     | 1     | 0     | 27    | 4        | .234  | .259     | .325     | .584  |
| 2014      | SEA       | 59    | 239   | 213   | 16    | 44    | 9        | 0        | 7        | 74    | 24    | 0     | 0        | 0     | 2     | 21    | 2     | 3     | 41    | 8        | .207  | .285     | .347     | .632  |
| '14計     | SEA       | 98    | 401   | 367   | 28    | 80    | 20       | 0        | 8        | 124   | 42    | 0     | 0        | 0     | 4     | 27    | 3     | 3     | 68    | 12       | .218  | .274     | .338     | .612  |
| 2015      | KC        | 158   | 639   | 569   | 81    | 165   | 41       | 2        | 22       | 276   | 106   | 0     | 0        | 0     | 4     | 58    | 4     | 8     | 103   | 24       | .290  | .362     | .485     | .847  |
| 2016      | KC        | 154   | 618   | 558   | 65    | 147   | 24       | 0        | 30       | 261   | 93    | 0     | 0        | 0     | 5     | 48    | 2     | 7     | 120   | 20       | .263  | .327     | .468     | .795  |
| 2017      | TOR       | 150   | 608   | 557   | 67    | 139   | 25       | 0        | 28       | 248   | 85    | 0     | 0        | 0     | 3     | 43    | 2     | 5     | 132   | 22       | .250  | .308     | .445     | .753  |
| 2018      | TOR       | 130   | 471   | 413   | 47    | 103   | 15       | 0        | 21       | 181   | 57    | 2     | 3        | 0     | 5     | 50    | 5     | 3     | 95    | 15       | .249  | .331     | .438     | .769  |
| 2019      | OAK       | 34    | 126   | 108   | 9     | 22    | 1        | 1        | 1        | 28    | 7     | 0     | 0        | 0     | 1     | 14    | 0     | 3     | 20    | 3        | .204  | .310     | .259     | .569  |
| 2019      | NYY       | 19    | 75    | 62    | 7     | 11    | 1        | 0        | 1        | 15    | 5     | 0     | 0        | 0     | 0     | 12    | 0     | 1     | 6     | 3        | .177  | .320     | .242     | .562  |
| '19計     | NYY       | 53    | 201   | 170   | 16    | 33    | 2        | 1        | 2        | 43    | 12    | 0     | 0        | 0     | 1     | 26    | 0     | 4     | 26    | 6        | .194  | .313     | .253     | .566  |
| CNS：2年  | CNS：2年  | 146   | 654   | 554   | 107   | 193   | 37       | 3        | 30       | 326   | 124   | 2     | 3        | 0     | 6     | 80    | 10    | 14    | 81    | 11       | .348  | .439     | .588     | 1.027 |
| MLB：13年 | MLB：13年 | 1363  | 5357  | 4856  | 584   | 1289  | 257      | 7        | 213      | 2199  | 740   | 6     | 15       | 0     | 36    | 417   | 39    | 48    | 978   | 170      | .265  | .327     | .453     | .780  |

- キューバで通常用いられる個人通算成績は、プレーオフや選抜リーグなども合算するため、この表の合計とは一致しない
- 2011年は怪我のため出場なし

### 年度別投手成績
| 年 度     | 球 団    | 登 板 | 先 発 | 完 投 | 完 封 | 無 四 球 | 勝 利 | 敗 戦 | セ 丨 ブ | ホ 丨 ル ド | 勝 率 | 打 者 | 投 球 回 | 被 安 打 | 被 本 塁 打 | 与 四 球 | 敬 遠 | 与 死 球 | 奪 三 振 | 暴 投 | ボ 丨 ク | 失 点 | 自 責 点 | 防 御 率 | W H I P |
| --------- | -------- | ----- | ----- | ----- | ----- | -------- | ----- | ----- | -------- | ----------- | ----- | ----- | -------- | -------- | ----------- | -------- | ----- | -------- | -------- | ----- | -------- | ----- | -------- | -------- | ------- |
| 2001-2002 | IND      | 1     | 0     | 0     | 0     | --       | 0     | 0     | 0        | --          | ---   | 8     | 2.1      | 1        | 0           | 0        | 0     | 0        | 2        | 0     | 0        | 0     | 0        | 0.00     | 0.43    |
| 2018      | TOR      | 1     | 0     | 0     | 0     | 0        | 0     | 0     | 0        | 0           | ---   | 4     | 1.0      | 0        | 0           | 1        | 0     | 0        | 0        | 0     | 0        | 0     | 0        | 0.00     | 1.00    |
| CNS：1年  | CNS：1年 | 1     | 0     | 0     | 0     | --       | 0     | 0     | 0        | --          | ---   | 8     | 2.1      | 1        | 0           | 0        | 0     | 0        | 2        | 0     | 0        | 0     | 0        | 0.00     | 0.43    |
| MLB：1年  | MLB：1年 | 1     | 0     | 0     | 0     | 0        | 0     | 0     | 0        | 0           | ---   | 4     | 1.0      | 0        | 0           | 1        | 0     | 0        | 0        | 0     | 0        | 0     | 0        | 0.00     | 1.00    |

- 「-」は記録なし

### 表彰
CNS
- 新人王 （2002年）

MLB
- シルバースラッガー賞：1回 （2015年、指名打者部門）
- エドガー・マルティネス賞：1回 （2015年）
- 月間MVP：1回 （2009年8月）

### 記録
MLB
- 通算本塁打：213本（キューバ出身選手として歴代5位、引退当時（ラファエル・パルメイロ(569)、ホセ・カンセコ(462)、トニー・ペレス(379)、トニー・オリバ(220)）に次ぐ）[41]
- 連続試合本塁打：7試合（2018年8月26日、史上7人目、1位と1本差）[42]
- 1イニング左右両打席本塁打：2012年7月30日、史上3人目、カルロス・バイエガ、マーク・ベルホーンに次ぐ[29]

### 諸記録
- 通算左右両打席本塁打：3回
- 1試合3本塁打：2回[49]
- 通算満塁本塁打：4本[49]
- 通算サヨナラ本塁打：5本[49]

MiLB
- オールスター・フューチャーズゲーム選出：1回（2005年）

### 背番号
- 22（2006年 - 2007年）
- 19（2008年 - 2009年）
- 8（2010年 - 2013年、2017年 - 2018年）
- 17（2014年 - 同年途中）
- 21（2014年途中 - 同年終了）
- 25（2015年 - 2016年）
- 12（2019年 - 同年5月12日）
- 36（2019年5月15日 - 同年終了）

### 代表歴
- 1999年AAA世界野球選手権大会予選キューバ代表
- 2001年AAUジュニアオリンピック野球キューバ代表
- 2003 IBAFワールドカップ キューバ代表
- アテネオリンピック地区予選野球キューバ代表